# Toàn cầu hóa

Toàn cầu hóa là khái niệm dùng để miêu tả các thay đổi trong xã hội và trong nền kinh tế thế giới, tạo ra bởi mối liên kết và trao đổi ngày càng tăng giữa các quốc gia, các tổ chức hay các cá nhân ở góc độ văn hóa, kinh tế... trên quy mô toàn cầu. Đặc biệt trong phạm vi kinh tế, toàn cầu hoá hầu như được dùng để chỉ các tác động của thương mại nói chung và tự do hóa thương mại hay "tự do thương mại" nói riêng. Cũng ở góc độ kinh tế, người ta chỉ thấy các dòng chảy tư bản ở quy mô toàn cầu kéo theo các dòng chảy thương mại, kỹ thuật, công nghệ, thông tin, văn hóa.
Xét về bản chất, toàn cầu hoá là quá trình tăng lên mạnh mẽ những mối liên hệ, những ảnh hưởng tác động lẫn nhau, phụ thuộc lẫn nhau của tất cả các khu vực, các quốc gia, các dân tộc trên thế giới.

## Lịch sử của toàn cầu hoá
Toàn cầu hoá, theo nghĩa cổ điển, đã bắt đầu vào khoảng thế kỷ thứ XV, sau khi có những thám hiểm hàng hải quy mô lớn. Cuộc thám hiểm lớn lần đầu tiên vòng quanh thế giới do Ferdinand Magellan thực hiện vào năm 1522. Cũng như việc xuất hiện các trục đường trao đổi thương mại giữa châu Âu, châu Á, châu Phi và châu Mỹ không phải là hiện tượng gần đây. Ngoài những trao đổi về hàng hoá vật chất, một số giống cây cũng được đem trồng từ vùng khí hậu này sang vùng khí hậu khác (chẳng hạn như khoai tây, cà chua và thuốc lá).
Do có hai khía cạnh kỹ thuật và chính trị, "toàn cầu hoá" sẽ có nhiều lịch sử khác nhau. Thông thường trong phạm vi của môn kinh tế học và kinh tế chính trị học, toàn cầu hoá chỉ là lịch sử của việc trao đổi thương mại không ngừng giữa các nước dựa trên những cơ sở ổn định cho phép các cá nhân và công ty trao đổi hàng hoá với nhau một cách trơn tru nhất.
Thuật ngữ "tự do hoá" xuất hiện để chỉ sự kết hợp của học thuyết kinh tế về thị trường tự do tuyệt đối và sự hủy bỏ các rào cản đối với việc lưu thông hàng hoá. Điều này dẫn tới sự chuyên môn hoá không ngừng của các nước trong lĩnh vực xuất khẩu, cũng như tạo ra áp lực chấm dứt hàng rào thuế quan bảo hộ và các rào cản khác. Thời kỳ bắt đầu dùng vàng làm tiêu chuẩn của hệ thống tiền tệ (bản vị vàng) và tự do hoá trong thế kỷ thứ XIX thường được chính thức gọi là "thời kỳ đầu của toàn cầu hoá". Cùng với thời kỳ bành trướng của đế quốc Anh (Pax Britannica) và việc trao đổi hàng hoá bằng các loại tiền tệ có sử dụng tiền xu, thời kỳ này là cùng với giai đoạn công nghiệp hoá. Cơ sở lý thuyết là công trình của David Ricardo nói về lợi thế so sánh và luật cân bằng chung của Jean-Baptiste Say, cho rằng, về cơ bản các nước sẽ trao đổi thương mại một cách hiệu quả, và bất kỳ những bất ổn tạm thời về cung hay cầu cũng sẽ tự động được điều chỉnh. Việc thiết lập bản vị vàng bắt đầu ở các nước công nghiệp hoá chính khoảng giữa năm 1850 và năm 1880, mặc dù chính xác khi nào các nước này áp dụng bản vị vàng vẫn còn là đề tài gây nhiều tranh cãi.
"Thời kỳ đầu của toàn cầu hoá" rơi vào thoái trào khi bắt đầu bước vào Chiến tranh thế giới lần thứ nhất, và sau đó sụp đổ hẳn khi xảy ra khủng hoảng bản vị vàng vào cuối những năm 1920 và đầu những năm 1930.
Trong môi trường hậu Chiến tranh thế giới lần thứ hai, thương mại quốc tế đã tăng trưởng đột ngột do tác động của các tổ chức kinh tế quốc tế và các chương trình tái kiến thiết. Kể từ Chiến tranh thế giới lần thứ hai, các Vòng đàm phán thương mại do GATT khởi xướng, đã đặt lại vấn đề toàn cầu hoá và từ đó dẫn đến một loạt các hiệp định nhằm gỡ bỏ các hạn chế đối với "thương mại tự do". Vòng đàm phán Uruguay đã đề ra hiệp ước thành lập Tổ chức thương mại thế giới hay WTO, nhằm giải quyết các tranh chấp thương mại. Các hiệp ước thương mại song phương khác, bao gồm một phần của Hiệp ước Maastricht của châu Âu và Hiệp ước mậu dịch tự do Bắc Mỹ (NAFTA) cũng đã được ký kết nhằm mục tiêu giảm bớt các thuế quan và rào cản thương mại. Từ thập kỷ 1970, các tác động của thương mại quốc tế ngày càng rõ rệt, cả về mặt tích cực lẫn tiêu cực.

## Ý nghĩa
Thuật ngữ toàn cầu hoá xuất hiện vào những năm 1950, với sự phổ biến các phương tiện vận tải có động cơ và sự gia tăng các trao đổi thương mại; và được chính thức sử dụng rộng rãi từ những năm 1990 của thế kỷ thứ XX.
"Toàn cầu hóa" có thể có nghĩa là:
- Sự hình thành nên một ngôi làng toàn cầu — dưới tác động của những tiến bộ trong lĩnh vực tin học và viễn thông, quan hệ giữa các khu vực trên thế giới ngày càng gần gũi hơn, cộng với sự gia tăng không ngừng về các trao đổi ở mức độ cá nhân và sự hiểu biết lẫn nhau cũng như tình hữu nghị giữa các "công dân thế giới", dẫn tới một nền văn minh toàn cầu,
- Toàn cầu hoá kinh tế — "thương mại tự do" và sự gia tăng về quan hệ giữa các thành viên của một ngành công nghiệp ở các khu vực khác nhau trên thế giới (toàn cầu hoá một nền kinh tế) ảnh hưởng đến chủ quyền quốc gia trong phạm vi kinh tế.

Xem bài nói riêng về toàn cầu hoá kinh tế
- Tác động tiêu cực của các tập toàn đa quốc gia tìm kiếm lợi nhuận — việc sử dụng các phương tiện luật lệ và tài chính mạnh mẽ và tinh vi để vượt qua giới hạn của các tiêu chuẩn và luật pháp địa phương hòng lợi dụng nhân công và dịch vụ của các vùng phát triển chưa đồng đều lẫn nhau.
- Sự lan rộng của chủ nghĩa tư bản từ các quốc gia phát triển sang các quốc gia đang phát triển.

Khái niệm này cũng chia sẻ một số tính chất với khái niệm quốc tế hoá và có thể dùng thay cho nhau được, mặc dù có một số người thích dùng "toàn cầu hoá" để nhấn mạnh sự mờ nhạt của ý niệm nhà nước hay biên giới quốc gia.
Toàn cầu hóa được định nghĩa một cách khách quan nhất là sự phụ thuộc qua lại không ngừng giữa các quốc gia và các cá nhân. Sự phụ thuộc qua lại có thể xảy ra trên lĩnh vực kinh tế, công nghệ, môi trường, văn hoá hay xã hội.... Rõ ràng cần phân biệt toàn cầu hoá kinh tế với khái niệm rộng hơn là toàn cầu hoá nói chung.
Khái niệm chủ nghĩa toàn cầu, nếu chỉ được sử dụng trong phạm vi kinh tế, có thể được xem là trái ngược hẳn với khái niệm chủ nghĩa kinh tế quốc gia và chủ nghĩa bảo hộ. Nó có liên quan đến khái niệm chủ nghĩa tư bản không can thiệp và chủ nghĩa tân tự do.

## Biểu hiện của toàn cầu hóa
Có thể nhận biết toàn cầu hoá thông qua một số xu hướng, hầu hết các xu hướng đó bắt đầu từ Chiến tranh thế giới lần thứ hai. Trong số đó có lưu thông quốc tế ngày càng tăng đối với hàng hoá, tiền tệ, thông tin và người; cùng với việc phát triển các công nghệ, tổ chức, hệ thống luật lệ và cơ sở hạ tầng cho việc lưu thông này. Hiện nay vẫn còn nhiều tranh luận xung quanh sự tồn tại của một số xu hướng.
- Gia tăng thương mại quốc tế với tốc độ cao hơn tốc độ tăng trưởng kinh tế thế giới
- Gia tăng luồng tư bản quốc tế bao gồm cả đầu tư trực tiếp từ nước ngoài
- Gia tăng luồng dữ liệu xuyên biên giới thông qua việc sử dụng các công nghệ như Internet, các vệ tinh liên lạc và điện thoại
- Gia tăng trao đổi văn hoá quốc tế, chẳng hạn như việc xuất khẩu các văn hoá phẩm như phim ảnh hay sách báo.
- Toàn cầu hoá cũng tác động đến ý thức con người, khiến con người chú ý hơn đến những vấn đề có ảnh hưởng toàn cầu như vấn đề nóng lên của khí hậu, khủng bố, buôn lậu ma tuý và vấn đề nâng cao mức sống ở các nước nghèo.
- Sự tràn lan của chủ nghĩa đa văn hoá và việc cá nhân ngày càng có xu hướng hướng đến đa dạng văn hoá, mặt khác, làm mất đi tính đa dạng văn hoá thông qua sự đồng hoá, lai tạp hoá, Tây hoá, Mỹ hoá của văn hoá.
- Làm mờ đi ý niệm chủ quyền quốc gia và biên giới quốc gia thông qua các hiệp ước quốc tế dẫn đến việc thành lập các tổ chức như WTO và OPEC
- Gia tăng việc đi lại và du lịch quốc tế
- Gia tăng di cư, bao gồm cả nhập cư trái phép
- Phát triển hạ tầng viễn thông toàn cầu
- Phát triển các hệ thống tài chính quốc tế
- Gia tăng thị phần thế giới của các tập đoàn đa quốc gia
- Gia tăng vai trò của các tổ chức quốc tế như WTO, WIPO, IMF chuyên xử lý các giao dịch quốc tế
- Gia tăng số lượng các tiêu chuẩn áp dụng toàn cầu; v.d. luật bản quyền

Các rào cản đối với thương mại quốc tế đã giảm bớt tương đối kể từ Chiến tranh thế giới lần thứ hai thông qua các hiệp ước như Hiệp ước chung về thuế quan và mậu dịch (GATT). Các đề xuất của GATT cũng như WTO bao gồm:
- Thúc đẩy thương mại tự do
  - Về hàng hoá: giảm hoặc bỏ hẳn các loại thuế quan; xây dựng các khu mậu dịch tự do với thuế quan thấp hoặc không có
  - Về tư bản: giảm hoặc bỏ hẳn các hình thức kiểm soát tư bản
  - Giảm, bỏ hẳn hay điều hoà việc trợ cấp cho các doanh nghiệp địa phương
- Thắt chặt vấn đề sở hữu trí tuệ
  - Hoà hợp luật sở hữu trí tuệ giữa các quốc gia (nói chung là thắt chặt hơn)
  - Công nhận sở hữu trí tuệ ở quy mô giữa các nước (v.d. bằng sáng chế do Việt Nam cấp có thể được Mỹ thừa nhận)

Có khá nhiều thảo luận mang tính học thuật nghiêm túc quanh việc xem toàn cầu hoá là một hiện tượng có thật hay chỉ là một sự đồn đại. Mặc dù thuật ngữ này đã trở nên phổ biến, nhiều học giả lý luận rằng các tính chất của hiện tượng này đã từng được thấy ở một thời điểm trước đó trong lịch sử. Tuy vậy, nhiều người cho rằng những dấu hiệu làm người ta tin là đang có tiến trình toàn cầu hoá, bao gồm việc gia tăng thương mại quốc tế và vai trò ngày càng lớn của các tập đoàn gia quốc gia, thực sự không rõ ràng như ta tưởng. Do vậy, nhiều học giả thích dùng thuật ngữ "quốc tế hoá" hơn là "toàn cầu hoá". Để cho đơn giản, vai trò của nhà nước và tầm quan trọng của các quốc gia lớn hơn nhiều trong khái niệm quốc tế hoá, trong khi toàn cầu hoá lại loại trừ vai trò các nhà nước quốc gia theo bản chất thực sự của nó. Chính vì vậy, các học giả này xem biên giới quốc gia, trong một nghĩa rộng, còn lâu mới mất đi, do vậy tiến trình toàn cầu hoá căn bản này vẫn chưa thể xảy ra, và có lẽ sẽ không bao giờ xảy ra vì dựa trên lịch sử thế giới người ta thấy rằng quốc tế hoá sẽ không bao giờ biến thành toàn cầu hoá — chẳng hạn như trường hợp Liên hiệp châu Âu và NAFTA hiện tại.

## Tác động của toàn cầu hoá

### Khía cạnh kinh tế
Các tổ chức quốc gia sẽ mất dần quyền lực (xem ảnh hưởng về khía cạnh chính trị phía dưới), quyền lực này sẽ chuyển về tay các tổ chức đa phương như WTO. Các tổ chức này sẽ mở rộng việc tự do đối với các giao dịch thương mại, và thông qua các hiệp ước đa phương hạ thấp hoặc nâng cao hàng rào thuế quan để điều chỉnh thương mại quốc tế. Mặt tích cực của thương mại tự do là nó cho phép các nước đang phát triển tiếp cận với thị trường thế giới do đó phát triển nền sản xuất của họ đến một quy mô vượt quá nhu cầu của thị trường nội địa. Đồng thời thông qua việc nhập khẩu hàng hóa, công nghệ từ các nước phát triển trình độ kỹ thuật của các nước đang phát triển tăng lên. Tuy nhiên tự do thương mại cũng có những mặt trái của nó như các nước phát triển với trình độ khoa học kỹ thuật cao có thể độc quyền sản xuất ra những mặt hàng công nghệ cao như phần mềm, thiết bị điện tử, thuốc chữa bệnh do đó có thể bán với giá cao để thu được lợi nhuận lợi nhuận siêu ngạch do độc quyền kỹ thuật mang lại trong khi các nước đang phát triển sản xuất các loại hàng hóa đơn giản, ít hàm lượng chất xám lại phải cạnh tranh với nhau do đó bán với giá rẻ, thu được tỷ suất lợi nhuận rất thấp. Các nước đang phát triển không thể sử dụng hàng rào thuế quan để bảo vệ các ngành công nghiệp non trẻ của mình trước sự tấn công của các công ty đa quốc gia từ các nước phát triển.
Toàn cầu hóa cũng làm cho sự di chuyển lao động giữa các quốc gia diễn ra nhiều và dễ dàng hơn, kéo theo hiện tượng lao động có trình độ cao di chuyển khỏi các nước đang phát triển đến các nước phát triển. Hiện tượng này góp phần gia tăng khoảng cách giàu nghèo giữa các quốc gia phát triển và đang phát triển, giữa từng khu vực riêng biệt trong một đất nước.
Toàn cầu hóa còn làm tăng mức độ tự do hóa tài chính của các quốc gia. Mặt tích cực là các quốc gia đang phát triển dễ dàng nhận được vốn đầu tư hơn từ các nước phát triển để phát triển kinh tế. Mặt trái của tự do hóa tài chính là các nhà đầu tư nước ngoài thực hiện đầu cơ trên thị trường tài chính của các quốc gia đang phát triển để kiếm lời sau đó rút vốn ra khỏi các quốc gia này khiến nền tài chính của các quốc gia này suy yếu do thất thoát ngoại tệ dẫn đến khủng hoảng tài chính. Tự do hóa tài chính cũng có thể khiến lãi suất ngân hàng tăng cao ảnh hưởng xấu đến đầu tư sản xuất làm một quốc gia tăng trưởng chậm lại.

### Khía cạnh văn hoá, xã hội và ngôn ngữ
Toàn cầu hoá sẽ tạo ra những hiệu quả trái ngược ở mức độ cá nhân hay dân tộc, mà kết cục thế nào đến nay cũng vẫn chưa ngã ngũ. Toàn cầu hoá sẽ tạo ra:
- Một sự đa dạng cho các cá nhân do họ được tiếp xúc với các nền văn hoá và văn minh khác nhau. Toàn cầu hoá giúp con người hiểu hơn về thế giới và những thách thức ở quy mô toàn cầu qua sự bùng nổ các nguồn thông tin, việc phổ thông hoá hoạt động du lịch, việc tiếp cận dễ dàng hơn với giáo dục và văn hoá;
- Một sự đồng nhất đối với các dân tộc qua ảnh hưởng của các dòng chảy thương mại và văn hoá mạnh. Trên thực tế, thông tin tạo ra chính kiến và vì thế một vài tập đoàn truyền thông lớn, chủ yếu là phương Tây có thể tạo ra (và làm giả) thông tin đưa đến dân chúng. Sự độc quyền trong lĩnh vực văn hoá và thông tin này được xem như một sự " Mỹ hoá " thế giới.

Mỗi người nhìn toàn cầu hoá theo một kiểu khác nhau. Có hai xu hướng chính:
- nỗ lực che giấu những khác biệt về bản sắc, thay vì để lộ ra.
- cảm giác toàn cầu hoá sẽ mang lại sự tự do cá nhân, ngay cả khi điều đó đi cùng với một sự đồng nhất hoá toàn cầu một cách tương đối.

Ở góc độ ngôn ngữ, chúng ta thấy khuynh hướng rõ ràng hướng tới đồng nhất hoá việc dùng "tiếng Anh toàn cầu" ("globish", viết tắt của global English), một thứ tiếng Anh nghèo nàn do những người không phải là người Anglo-Saxon dùng khi họ ở nước ngoài.
Sự phổ cập của tiếng Anh toàn cầu gắn với việc mất đi quyền lực chính trị ở cấp độ thế giới: thay vì một chính sách văn hoá quốc tế có sự phối hợp để có thể dẫn đến việc chọn một thứ tiếng có quy luật rõ ràng và ngữ âm học rõ ràng, phần lớn các nước đều chọn dạy tiếng Anh cho giới trẻ dựa trên lựa chọn của các nước khác! Do sự bắt chước một cách máy móc và sự trơ ì chính trị, tiếng Anh đã trở thành một ngôn ngữ của thế giới và được gọi là "tiếng Anh toàn cầu" ("globish") vì các yếu tố cơ bản của tiếng Anh Oxford đã bị biến dạng về phát âm, ngữ pháp, từ vựng. Đối với một số những người nói tiếng Anh, "tiếng Anh toàn cầu" là kết quả của chủ nghĩa đế quốc về ngôn ngữ của nước họ. Vấn đề là liệu có thể dễ dàng cho rằng các nỗ lực hướng đến việc dạy tiếng Anh thay vì giảng dạy các thứ tiếng khác sẽ làm giảm chất lượng của các ngôn ngữ khác hay không (như tiếng Pháp lai Anh - franglais).

### Khía cạnh chính trị
Toàn cầu hóa làm cho các dân tộc xích lại gần nhau hơn. Marx nhận xét "Với sự phát triển của giai cấp tư sản, tự do buôn bán, thị trường thế giới, sự đồng đều của sản xuất công nghiệp và những điều kiện sinh hoạt thích ứng với nền sản xuất ấy thì những sự cách biệt dân tộc và những sự đối lập giữa nhân dân các nước cũng ngày càng mất đi.".
Toàn cầu hoá sẽ làm tăng lên nhiều lần các mối quan hệ giữa các công dân trên thế giới và cũng như các cơ hội cho từng người. Tuy nhiên nó đặt ra vấn đề là phải tìm ra một giải pháp thay thế cho hệ thống chính trị và hiến pháp hiện tại dựa trên khái niệm nhà nước-quốc gia. Các thực thể này đã từng gây ra những tác động tiêu cực trong suốt lịch sử do tính chất can thiệp mạnh bạo của nó. Ảnh hưởng của chúng giảm dần do sự toàn cầu hoá, và không còn đủ tầm xử lý nhiều thách thức mang tính toàn cầu ngày nay.
Từ đó nảy sinh thách thức cần thiết lập một toàn cầu hoá dân chủ thể chế nào đó. Kiểu toàn cầu hoá này dựa trên khái niệm "công dân thế giới", bằng cách kêu gọi mọi người sống trên hành tinh này tham gia vào quá trình quyết định những việc liên quan đến họ, mà không thông qua một bức màn "quốc tế".
Các tổ chức phi chính phủ muốn thay vào khoảng trống này, tuy nhiên họ thiếu tính hợp pháp và thường thể hiện các tư tưởng đảng phái quá nhiều để có thể đại diện tất cả công dân trên thế giới.

## Phản ứng xung quanh toàn cầu hoá

### Chống toàn cầu hoá
Các nhà hoạt động xã hội vì lợi ích cộng đồng coi một số khía cạnh của toàn cầu hoá là nguy hại. Phong trào này không có tên gọi thống nhất. "Chống toàn cầu hoá" là thuật ngữ mà báo chí hay dùng nhất. Ngay chính các nhà hoạt động xã hội như Noam Chomsky đã cho rằng tên này không có ý nghĩa gì cả vì mục tiêu của phong trào là toàn cầu hoá sự công bằng. Trên thực tế, có một tên phổ biến là "phong trào đòi công bằng toàn cầu". Nhiều nhà hoạt động xã hội cũng tập hợp dưới khẩu hiệu "có thể có một thế giới khác", từ đó ra đời những tên gọi như altermondisme hay altermondialisation, đến từ tiếng Pháp.
Có rất nhiều kiểu "chống toàn cầu hoá" khác nhau. Nói chung, những phê phán cho rằng kết quả của toàn cầu hoá hiện không phải là những gì đã được hình dung khi bắt đầu quá trình tăng cường thương mại tự do, cũng như nhiều tổ chức tham gia trong hệ thống toàn cầu hoá đã không xét đến lợi ích cho các nước nghèo cũng như giới lao động.
Các lý luận kinh tế của các nhà kinh tế theo học thuyết thương mại công bằng thì cho rằng thương mại tự do không giới hạn chỉ đem lại lợi ích cho những ai có tỷ lệ vốn lớn (v.d. người giàu) mà không hề quan tâm đến người nghèo.
Nhiều nhà hoạt động xã hội "chống toàn cầu hoá" coi toàn cầu hoá là việc thúc đẩy chương trình nghị sự của những người theo chủ nghĩa tập đoàn, một chương trình này nhằm mục tiêu giới hạn các quyền tự do cá nhân dưới danh nghĩa lợi nhuận. Họ cũng cho rằng sự tự chủ và sức mạnh ngày càng tăng của các tập đoàn dần dần hình thành nên các chính sách chính trị của nhà nước quốc gia.
Một số nhóm "chống toàn cầu hoá" lý luận rằng toàn cầu hoá chỉ đơn thuần là hình thức đế quốc, là một trong những lý do căn bản dẫn đến chiến tranh Iraq và là cơ hội kiếm tiền của Mỹ hơn là các nước đang phát triển.
Một số khác cho rằng toàn cầu hoá áp đặt một hình thức kinh tế dựa trên tín dụng, kết quả là dẫn tới các nợ nần và khủng hoảng nợ nần chồng chất không tránh khỏi.
Sự phản đối chủ yếu nhắm vào sự toàn cầu hoá không kiểm soát (như trong các chủ nghĩa tân tự do và tư bản tự do tuyệt đối) do các chính phủ hay các tổ chức gần như chính phủ (như Quỹ tiền tệ quốc tế và Ngân hàng thế giới) chỉ đạo và không chịu trách nhiệm đối với quần chúng mà họ lãnh đạo mà thay vào đó gần như chỉ đáp ứng lợi ích của các tập đoàn. Rất nhiều các cuộc hội thảo giữa các vị bộ trưởng tài chính và thương mại các nước trong trục toàn cầu hoá đã gặp phải những phản kháng rầm rộ, đôi khi cũng có bạo lực từ các đối tượng chống đối "chủ nghĩa toàn cầu tập đoàn".
Phong trào này quy tụ nhiều thành phần, bao gồm các nhóm tín ngưỡng, các đảng phái tự do dân tộc, các đảng phái cánh tả, các nhà hoạt động vì môi trường, các hiệp hội nông dân, các nhóm chống phân biệt chủng tộc, các nhà chủ nghĩa xã hội tự do và các thành phần khác. Đa số theo chủ nghĩa cải cách (hay ủng hộ chủ nghĩa tư bản nhưng mang tính nhân bản hơn) và một thiểu số tương đối thuộc thành phần cách mạng (ủng hộ một hệ thống nhân bản hơn chủ nghĩa tư bản). Nhiều người đã chê trách sự thiếu thống nhất và định hướng của phong trào, tuy nhiên một số khác như Noam Chomsky thì cho rằng sự thiếu tập trung hoá kiểu này trên thực tế có thể lại là một sức mạnh.
Những người phản đối bằng phong trào công bằng toàn cầu đã tổ chức các cuộc gặp mặt quốc tế lớn ở những thành phố nhỏ thay vì những trung tâm đô thị lớn như trước đây.
| Thành phần dân số | Thu nhập |
| ----------------- | -------- |
| 20% giàu nhất     | 82.7%    |
| 20% thứ hai       | 11.7%    |
| 20% thứ ba        | 2.3%     |
| 20% thứ tư        | 2.4%     |
| 20% nghèo nhất    | 0.2%     |

Nguồn: United Nations Development Program. 1992 Human Development Report

### Ủng hộ toàn cầu hoá (chủ nghĩa toàn cầu)
Những người ủng hộ toàn cầu hoá dân chủ có thể được gọi là những người ủng hộ chủ nghĩa toàn cầu. Họ cho rằng giai đoạn đầu của toàn cầu hoá là hướng thị trường, và sẽ được kết thúc bởi giai đoạn xây dựng các thiết chế chính trị toàn cầu đại diện cho ý chí của toàn thể công dân thế giới. Sự khác biệt giữa họ với những người ủng hộ chủ nghĩa toàn cầu khác là họ không định nghĩa trước bất kỳ hệ tư tưởng nào để định hướng ý chí này, mà để cho các công dân được tự do chọn lựa thông qua một tiến trình dân chủ.
Những người ủng hộ thương mại tự do dùng các học thuyết kinh tế như lợi thế so sánh để chứng minh thương mại tự do sẽ dẫn đến một sự phân phối tài nguyên hiệu quả hơn, với tất cả những ai tham gia vào quá trình tìm kiếm lợi ích từ thương mại. Thương mại tự do sẽ cho những nhà sản xuất tại các nước một thị trường tiêu thụ rộng lớn hơn dẫn đến lợi nhuận cao hơn. Đồng thời tạo ra sự cạnh tranh giữa các nguồn tư bản, từ đó đem lại lợi ích cho người lao động trên toàn thế giới; cũng như cạnh tranh giữa nguồn nhân công trên toàn thế giới sẽ mang lại lợi ích cho các nhà tư bản và trên hết là cho người tiêu thụ. Nói chung, họ cho rằng điều này sẽ dẫn đến giá thành thấp hơn, nhiều việc làm hơn và phân phối tài nguyên tốt hơn. Toàn cầu hoá đối với những người ủng hộ dường như là một yếu tố dẫn đến phát triển kinh tế cho số đông. Chính từ điều này mà họ chỉ nhìn thấy trong sự truyền thông hoá khái niệm "toàn cầu hoá" một cố gắng biện minh đầy cảm tính và không duy lý của chủ nghĩa bảo hộ kinh tế.
Những người ủng hộ chủ nghĩa tự do cá nhân và những người ủng hộ chủ nghĩ tư bản tự do tuyệt đối cho rằng mức độ tự do cao về kinh tế và chính trị dưới hình thức dân chủ và chủ nghĩa tư bản ở phần thế giới phát triển sẽ làm ra của cải vật chất ở mức cao hơn. Do vậy họ coi toàn cầu hoá là hình thức giúp phổ biến nền dân chủ và chủ nghĩa tư bản.
Họ phê phán phong trào chống toàn cầu hoá chỉ sử dụng những bằng chứng vụn vặt để biện minh cho quan điểm của mình, còn họ thì sử dụng những thống kê ở quy mô toàn cầu. Một trong những dẫn chứng này là tỉ lệ phần trăm dân chúng ở các nước đang phát triển sống dưới mức 1 đôla Mỹ (điều chỉnh theo lạm phát) một ngày đã giảm một nửa chỉ trong hai mươi năm. Tuổi thọ gần như tăng gấp đôi ở các nước đang phát triển kể từ Chiến tranh thế giới lần thứ hai và bắt đầu thu hẹp khoảng cách với các nước phát triển nơi ít có sự cải thiện hơn. Tỉ lệ tử vong trẻ sơ sinh đã giảm ở các khu vực đang phát triển trên thế giới. Bất bình đẳng trong thu nhập trên toàn thế giới nói chung đang giảm dần.
Nhiều người ủng hộ chủ nghĩa tư bản cũng phản đối Ngân hàng thế giới và Quỹ tiền tệ quốc tế với lý luận rằng những tổ chức này đều tham ô, quan liêu do các nhà nước kiểm soát và cung cấp tài chính, chứ không phải các tập đoàn kinh doanh. Nhiều khoản cho vay chỉ đến tay những lãnh đạo độc tài không thực hiện bất kỳ một cải cách nào, rốt cuộc chỉ dân thường là những người phải trả những khoản nợ này về sau. Một số nhóm đặc biệt như các liên đoàn thương mại của thế giới phương Tây cũng phản kháng sự toàn cầu hoá vì mâu thuẫn quyền lợi.
Tuy nhiên, thế giới ngày càng chia sẻ những vấn đề và thách thức vượt qua khỏi quy mô biên giới quốc gia, nhất là vấn đề ô nhiễm môi trường tự nhiên, và như vậy phong trào được biết đến trước đây với tên gọi phong trào chống toàn cầu hoá từ nay đã biến thành một phong trào chung của các phong trào vì toàn cầu hoá; họ tìm kiếm, thông qua thử nghiệm, các hình thức tổ chức xã hội vượt qua khỏi khuôn khổ nhà nước quốc gia và nền dân chủ đại diện. Do đó, cho dù các lý lẽ của phe chống toàn cầu hoá lúc ban đầu có thể bác bỏ thông qua các thực tế về quốc tế hoá như ở trên, song sự xuất hiện của một phong trào toàn cầu là không thể chối cãi và do đó chúng ta có thể nói về một tiến trình thực sự hướng tới một xã hội nhân bản ở quy mô toàn cầu của tất cả các xã hội.

### Kinh tế và thương mại
- Chỉ số toàn cầu hóa
- Khối mậu dịch lục địa
- G11n (quốc tế hoá và khu vực hoá)
- WTO (Tổ chức Thương mại Thế giới), GATT (Hiệp ước chung về thuế quan và mậu dịch)
- Danh sách các chủ đề thương mại quốc tế
- Di dời kinh tế (tiếng Anh: offshoring)
- Cạnh tranh thuế
- Khối mậu dịch
- Thương mại công bằng
- Thương mại tự do
- Hệ thống Bretton Woods
- Chủ nghĩa kinh tế quốc gia
- Chủ nghĩa trọng thương, chủ nghĩa bảo hộ kinh tế

### Chính trị
- Xã hội 20-80
- Chủ nghĩa tập đoàn kinh tế (tiếng Anh: Corporatism)
- Tập đoàn trị (tiếng Anh: Corporatocracy)
- Chủ nghĩa đế quốc văn hoá
- Toàn cầu hoá dân chủ
- Văn minh toàn cầu
- Luật quốc tế
- Trật tự thế giới mới
- Dân chủ thế giới
- Chính sách một thế giới
- Toàn cầu hoá kiểu khác

### Truyền thông
- Phương tiện truyền thông rộng rãi
- Viễn thông
- Mạng không biên giới
- Mạng lưới vạn vật kết nối Internet

### Lĩnh vực khác
- Toàn khu hoá (tiếng Anh: Globalisation)
- Khu vực hoá

### Tiếng Việt
- Toàn cầu hóa và vận hội của Việt Nam Lưu trữ ngày 17 tháng 8 năm 2014 tại Wayback Machine

### Tiếng Anh
- Global Politician: In Defense of Globalization, Free-Trade and Free-Market Lưu trữ ngày 12 tháng 4 năm 2005 tại Wayback Machine
- Yale Global Online
- Foreign Policy Magazine's Annual Index of Globalization Lưu trữ ngày 15 tháng 4 năm 2005 tại Wayback Machine
- Free Trade and Globalization — discusses the negative aspects of globalization, WTO and many others related to globalization

### Tiếng Pháp
- Les 10 mensonges de la globalisation Lưu trữ ngày 26 tháng 4 năm 2005 tại Wayback Machine
- Dossier mondialisation du Québécois Libre
- Association pour la Taxation des Transactions financières et l'Aide aux Citoyens (ATTAC)
- 6 mythes de la mondialisation Lưu trữ ngày 19 tháng 3 năm 2005 tại Wayback Machine

### Các ấn bản tin tức
- Evaluating The World Bank's Approach to Global Programs: Addressing the Challenges of Globalization
- The Globalist